# سگمنت دی
سگمنت دی (انگلیسی: D-segment) سومین ردهٔ اندازه بزرگ از تقسیم‌بندی اروپایی برای خودروهای سواری است که با عنوان «خودروهای بزرگ» شناخته می‌شوند. این رده با کلاس «خودروی خانوادگی بزرگ» یورو ان‌سی‌ای‌پی، و همچنین مفهوم امروزی ردهٔ خودروی اندازه متوسط در آمریکای شمالی برابر است. خودروهای شرکتی کامپکت بخشی از ردهٔ اندازه‌ای سگمنت دی هستند.

## مدل‌های کنونی
در میان خودروهای سگمنت دی، در حال حاضر پنج خودروی برتر از نظر میزان فروش در اروپا به‌ترتیب عبارتند از فولکس‌واگن پاسات، مرسدس-بنز کلاس-سی، آئودی ای۴/اس۴/آراس۴، ب‌ام‌و سری ۳ و اشکودا ساپرب.

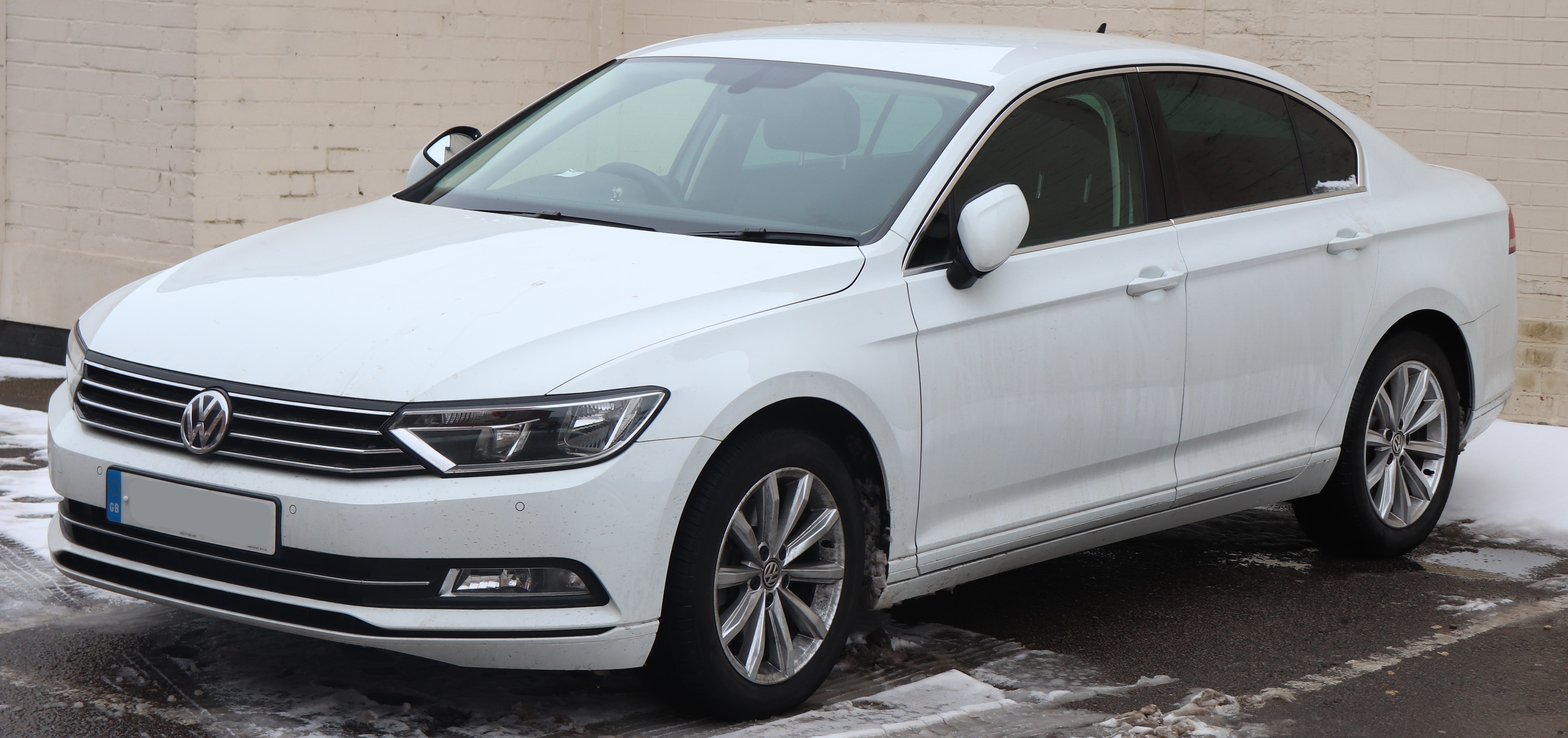
فولکس‌واگن پاسات
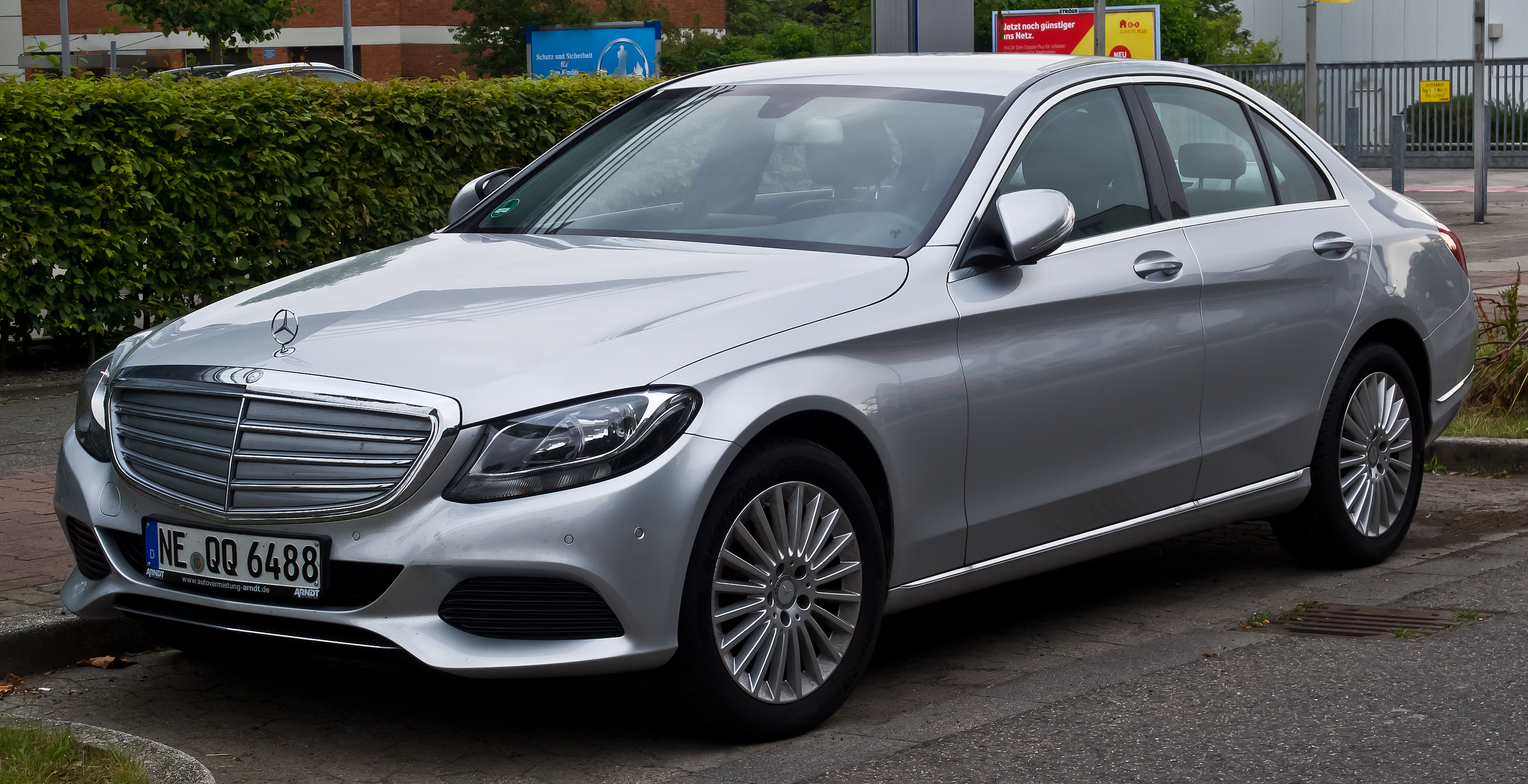
مرسدس-بنز سی ۲۲۰
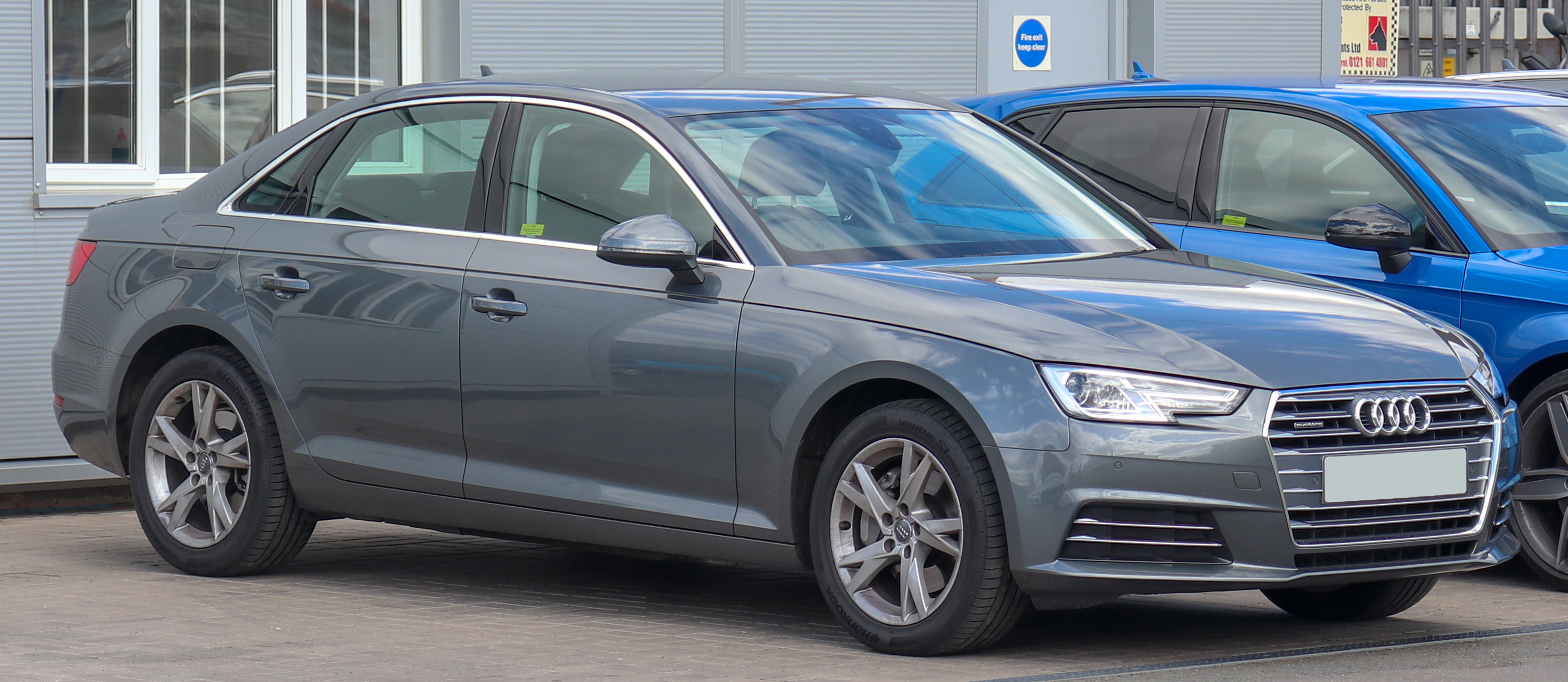
آئودی ای۴
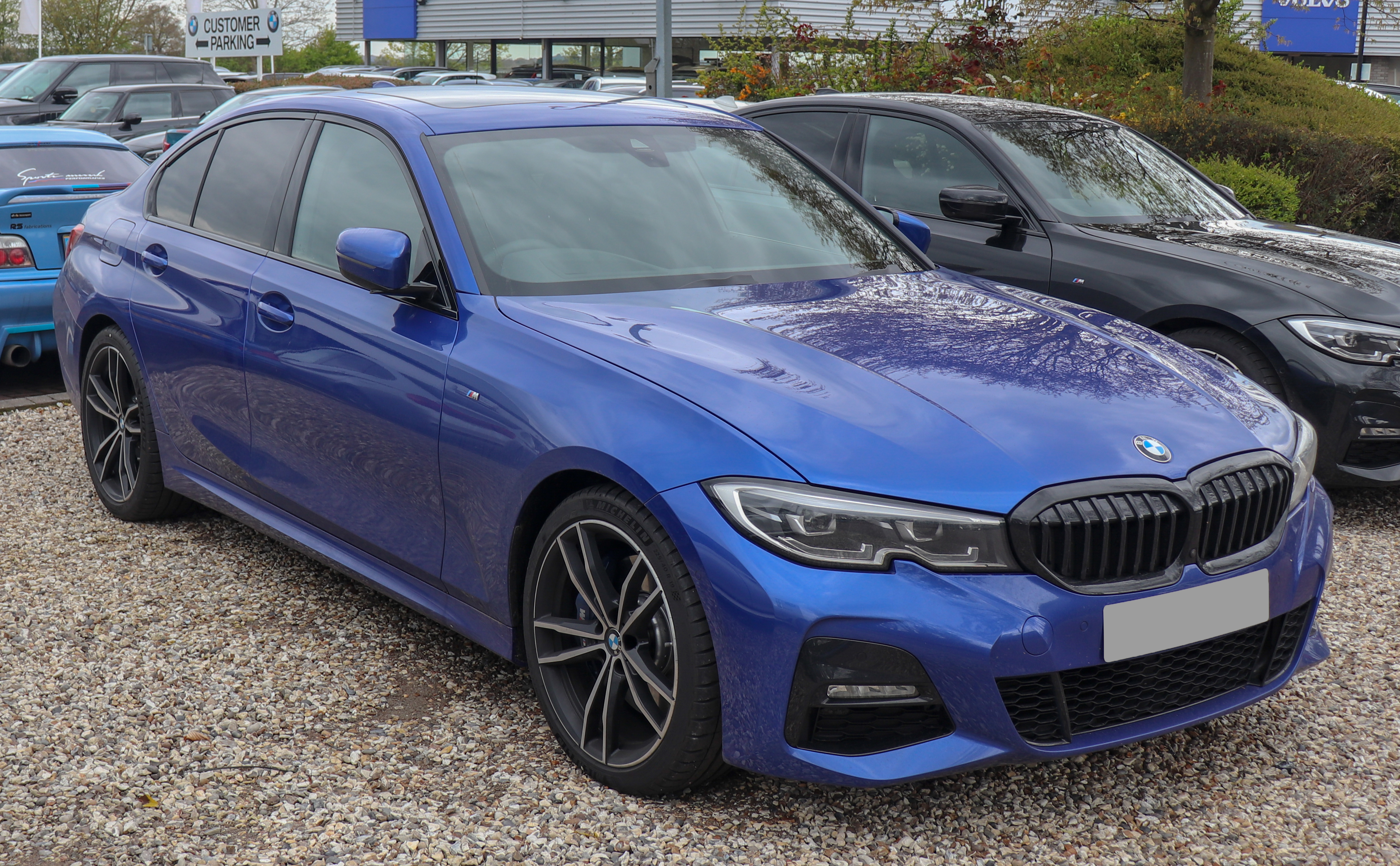
ب‌ام‌و سری ۳
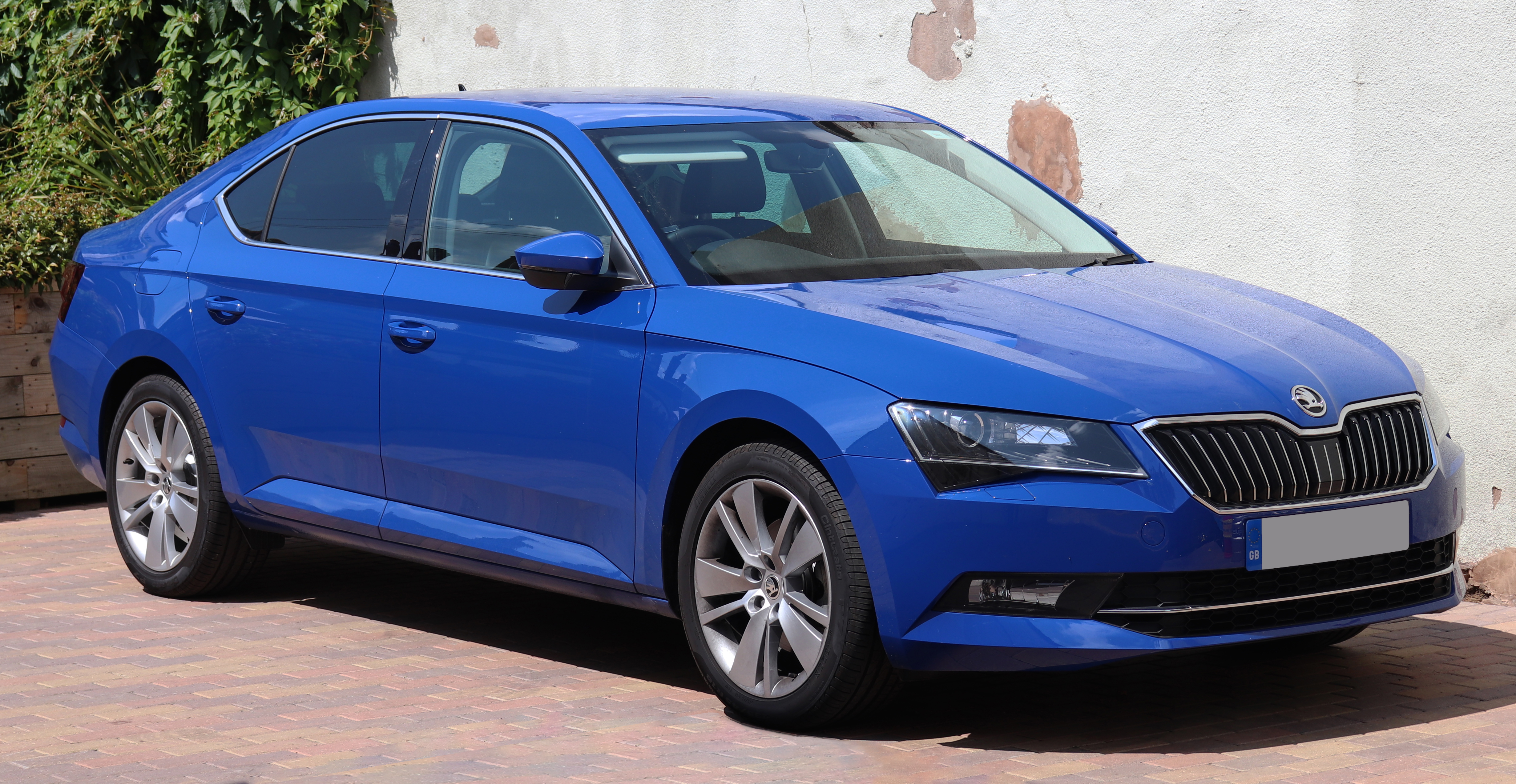
اشکودا ساپرب

## مدل‌های تاریخی
نکته: این فهرست شامل خودروهای متعلق به دهه‌های معین است که نسبت به همتایان امروزی خود از شیوهٔ گزینش نام یا شمارهٔ متفاوتی برخوردار بوده‌اند، و در برخی موارد همتای امروزی مستقیمی برای آنها وجود ندارد.

### دهه ۱۹۶۰
- آستین/موریس ۱۸۰۰ (معرفی در ۱۹۶۴)
- پژو ۴۰۴ (معرفی در ۱۹۶۰)
- پژو ۵۰۴ (معرفی در ۱۹۶۸)
- رنو ۱۲ (معرفی در ۱۹۶۹)
- رنو ۱۶ (معرفی در ۱۹۶۵)
- هیلمن هانتر (معرفی در ۱۹۶۶)
- فورد کورتینا (معرفی در ۱۹۶۲)
- فیات ۱۲۴ (معرفی در ۱۹۶۶)
- فیات ۱۲۵ (معرفی در ۱۹۶۷)

### دهه ۱۹۷۰
- آلفا رومئو آلفتا (معرفی در ۱۹۷۲)
- آئودی ۸۰ (معرفی در ۱۹۷۲)
- اوپل آسکونا (معرفی در ۱۹۷۰)
- پژو ۳۰۵ (معرفی در ۱۹۷۸)
- تویوتا کارینا (معرفی در ۱۹۷۲)
- رنو ۱۸ (معرفی در ۱۹۷۸)
- فولکس‌واگن پاسات (معرفی در ۱۹۷۳)
- فولکس‌واگن کا۷۰ (معرفی در ۱۹۷۰)
- فیات ۱۳۱/میرافیوری (معرفی در ۱۹۷۴)
- لانچیا بتا (معرفی در ۱۹۷۲)
- لیلاند پرینسس (معرفی در ۱۹۷۵)
- واکسول کاوالیر (معرفی در ۱۹۷۵)
- ولوو سری ۲۰۰ (معرفی در ۱۹۷۴)
- هوندا آکورد (معرفی در ۱۹۷۶)

### دهه ۱۹۸۰
- آستین مونتگو (معرفی در ۱۹۸۴)
- آلفا رومئو ۷۵ (معرفی در ۱۹۸۵)
- اوپل وکترا/واکسول کاوالیر (معرفی در ۱۹۸۸)
- پژو ۴۰۵ (معرفی در ۱۹۸۷)
- رنو ۲۱ (معرفی در ۱۹۸۶)
- سیتروئن بی‌ایکس (معرفی در ۱۹۸۲)
- فورد سیرا (معرفی در ۱۹۸۲)
- فیات تمپرا (معرفی در ۱۹۸۹)
- فیات کروما (معرفی در ۱۹۸۵)
- مرسدس-بنز ۱۹۰ئی (معرفی در ۱۹۸۲)
- نیسان استانزا (معرفی در ۱۹۸۲)
- ولوو۴۴۰/۴۶۰ (معرفی در ۱۹۸۷)
- هیوندای استلر (معرفی در ۱۹۸۴)

### دهه ۱۹۹۰
- آلفا رومئو ۱۵۵ (معرفی در ۱۹۹۲)
- آلفا رومئو ۱۵۶ (معرفی در ۱۹۹۷)
- اوپل/واکسول وکترا (معرفی در ۱۹۹۵)
- پژو ۴۰۶ (معرفی در ۱۹۹۵)
- تویوتا اونسیس (معرفی در ۱۹۹۸)
- رنو لاگونا (معرفی در ۱۹۹۳)
- روور سری ۶۰۰ (معرفی در ۱۹۹۳)
- سیتروئن زانتیا (معرفی در ۱۹۹۳)
- فیات موریا (معرفی در ۱۹۹۶)
- کیا کلاروس (معرفی در ۱۹۹۹)
- لانچیا لیبرا (معرفی در ۱۹۹۹)
- نیسان پریمرا (معرفی در ۱۹۹۰)
- هیوندای سوناتا (معرفی در ۱۹۸۹)

### دهه ۲۰۰۰
- آلفا رومئو ۱۵۹ (معرفی در ۲۰۰۵)
- پژو ۴۰۷ (معرفی در ۲۰۰۴)
- سیات اکسیو (معرفی در ۲۰۰۹)
- سیتروئن سی۵ (معرفی در ۲۰۰۱)
- هیوندای آی۴۰ (معرفی در ۲۰۱۱)

## آمار فروش در اروپا
| رتبه در ۲۰۱۸ | سازنده      | مدل           | فروش در ۲۰۱۴ | فروش در ۲۰۱۵ | فروش در ۲۰۱۶ | فروش در ۲۰۱۷ | فروش در ۲۰۱۸ | ٪ تغییر (۲۰۱۷–۲۰۱۸) |
| ------------ | ----------- | ------------- | ------------ | ------------ | ------------ | ------------ | ------------ | ------------------- |
| ۱            | فولکس‌واگن   | پاسات         | ۱۵۳٬۶۷۷      | ۲۲۶٬۱۲۷      | ۲۰۶٬۸۱۳      | ۱۸۳٬۲۸۸      | ۱۵۴٬۰۷۴      | –۱۶                 |
| ۲            | مرسدس-بنز   | کلاس-سی       |              |              | ۱۷۶٬۰۳۸      | ۱۷۶٬۹۱۵      | ۱۵۰٬۹۹۵      | –۱۵                 |
| ۳            | آئودی       | ای۴/اس۴/آراس۴ |              |              | ۱۶۲٬۶۵۵      | ۱۴۶٬۰۰۶      | ۱۱۲٬۴۸۴      | –۲۳                 |
| ۴            | ب‌ام‌و        | سری ۳         |              |              | ۱۴۴٬۵۶۱      | ۱۲۹٬۰۵۳      | ۱۰۶٬۹۹۱      | –۱۷                 |
| ۵            | اشکودا      | ساپرب         | ۴۶٬۱۴۹       | ۵۰٬۵۳۳       | ۸۵٬۸۷۹       | ۸۱٬۴۱۰       | ۷۴٬۶۹۷       | –۸                  |
| ۶            | اوپل/واکسول | اینسیگنیا     | ۹۲٬۶۹۴       | ۸۸٬۵۴۴       | ۷۳٬۱۶۱       | ۷۲٬۳۴۷       | ۶۷٬۴۲۴       | –۷                  |
| ۷            | ب‌ام‌و        | سری ۴         |              |              | ۶۷٬۹۸۳       | ۶۴٬۷۱۰       | ۵۲٬۲۴۸       | –۱۹                 |
| ۸            | آئودی       | ای۵/اس۵/آراس۵ |              |              | ۴۳٬۶۸۶       | ۶۱٬۶۱۹       | ۴۹٬۷۹۹       | –۱۹                 |
| ۹            | فورد        | موندئو        | ۴۵٬۴۰۵       | ۷۹٬۶۷۳       | ۷۰٬۹۰۰       | ۵۶٬۱۷۳       | ۴۹٬۵۹۶       | –۱۲                 |
| ۱۰           | ولوو        | اس۶۰/وی۶      |              |              | ۵۳٬۲۶۸       | ۴۵٬۳۳۵       | ۴۶٬۹۴۵       | +۴                  |
| ۱۱           | فولکس‌واگن   | آرتئون        |              |              | ۰            | ۹٬۷۹۸        | ۲۱٬۴۹۵       | +۱۱۹                |
| ۱۲           | مزدا        | مزدا۶         | ۳۲٬۵۳۸       | ۳۱٬۰۳۲       | ۳۰٬۵۱۹       | ۲۹٬۲۲۶       | ۲۳٬۰۹۰       | –۱۰                 |
| ۱۳           | رنو         | تلیسمان       | —            | ۱٬۸۲۴        | ۳۴٬۳۴۴       | ۳۲٬۱۶۳       | ۱۹٬۷۸۴       | –۳۸                 |
| ۱۴           | تویوتا      | اونسیس        | ۲۸٬۹۷۲       | ۳۳٬۱۹۷       | ۳۴٬۹۹۸       | ۲۵٬۳۱۹       | ۱۷٬۲۷۷       | –۳۲                 |
| ۱۵           | آلفا رومئو  | جیولیا        |              |              | ۱۰٬۴۷۵       | ۲۴٬۶۷۹       | ۱۷٬۰۷۵       | –۳۱                 |
| ۱۶           | کیا         | اپتیما        | ۳٬۴۰۹        | ۳٬۲۶۳        | ۹٬۵۱۵        | ۱۶٬۱۵۲       | ۱۴٬۴۰۴       | –۱۱                 |
| ۱۷           | پژو         | ۵۰۸           | ۴۱٬۷۹۷       | ۴۳٬۳۰۱       | ۳۷٬۱۰۴       | ۲۲٬۸۴۲       | ۱۳٬۳۷۸       | –۴۱                 |
| ۱۸           | جگوار       | ایکس‌ئی        |              |              | ۲۴٬۴۶۱       | ۱۸٬۹۹۹       | ۱۰٬۸۷۷       | –۴۳                 |
| ۱۹           | هیوندای     | آی۴۰          | ۲۵٬۰۱۶       | ۲۵٬۰۴۵       | ۲۰٬۲۵۳       | ۱۵٬۲۵۱       | ۹٬۱۴۴        | –۴۰                 |
| ۲۰           | سوبارو      | لگاسی/اوت‌بک   | ۶٬۴۱۵        | ۱۰٬۸۰۶       | ۸٬۲۴۲        | ۷٬۰۱۶        | ۷٬۴۶۰        | +۶                  |
| ۲۱           | لکسوس       | آی‌اس          |              |              | ۶٬۲۳۴        | ۵٬۶۴۹        | ۵٬۴۱۳        | –۴                  |
| ۲۲           | کیا         | استینگر       |              |              | ۰            | ۱٬۱۴۳        | ۳٬۸۲۰        | +۲۳۴                |
| ۲۳           | سیتروئن     | دی‌اس۵         |              |              | ۹٬۱۳۰        | ۵٬۷۳۸        | ۲٬۷۲۰        | –۵۳                 |
| ۲۴           | سوبارو      | لوورگ         | —            | ۲٬۴۳۷        | ۴٬۶۸۹        | ۲٬۸۶۵        | ۱٬۷۴۸        | –۳۹                 |
| ۲۵           | اینفینیتی   | کیو۵۰         |              |              | ۲٬۶۹۸        | ۱٬۷۷۷        | ۱٬۴۷۱        | –۱۷                 |
| ۲۶           | لکسوس       | آرسی          |              |              | ۱٬۸۱۵        | ۱٬۳۹۰        | ۱٬۳۳۴        | –۴                  |
| ۲۷           | فولکس‌واگن   | سی‌سی          |              |              | ۶٬۷۵۰        | ۷۱۲          | ۴۲۴          | –۴۰                 |
| ۲۸           | اینفینیتی   | کیو۶۰         |              |              | ۹۹           | ۵۰۷          | ۳۶۸          | –۲۷                 |
| ۲۹           | سیتروئن     | سی۵           | ۱۸٬۰۶۴       | ۱۳٬۴۸۰       | ۹٬۴۶۴        | ۴٬۹۳۹        | ۱۵۱          | –۹۷                 |
| ۳۰           | هوندا       | آکورد         | ۳٬۴۹۹        | ۱٬۹۱۸        | ۴۹           | ۱۶           | ۲۱           | +۳۱                 |
| ۳۱           | شورلت       | ملیبو         | ۳۳۴          | ۶            | ۶            | ۱            | ۴            | +۳۰۰                |
| منبع:        |             |               |              |              |              |              |              |                     |